# سماك بن الوليد
سماك بن الوليد أبو زميل الحنفي اليمامي. تابعي ومحدث من الثقات، سكن الكوفة.

## روايته للحديث النبوي
- روى عن: ابن عباس، وابن عمر، ومالك بن مرثد.
- حدث عنه: سبطه عبد ربه بن بارق الحنفي، ومسعر، والأوزاعي، وعكرمة بن عمار، وشعبة.
- الجرح والتعديل: قال أبو حاتم الرازي: صدوق، لا بأس به. قال أبو حاتم بن حبان البستي: ثقة. قال أبو زرعة الرازي: ثقة. قال أحمد بن حنبل: ثقة. قال أحمد بن شعيب النسائي: ليس به بأس. قال أحمد بن صالح الجيلي: ثقة. قال ابن حجر العسقلاني: ليس به بأس. قال ابن عبد البر الأندلسي: أجمعوا على أنه ثقة. قال مصنفوا تحرير تقريب التهذيب: ثقة، وثقه جماعة، ولا نعلم فيه جرحا. قال يحيى بن معين: ثقة.